# ویکتوریا (تگزاس)
ویکتوریا، تگزاس(به انگلیسی: Victoria, Texas) شهری در ایالت تگزاس از ایالات جنوبی ایالات متحده آمریکا است. در سرشماری سال ۲۰۰۰، جمعیت این شهر ۶۰۶۰۳ نفر اعلام شد.

## نگارخانه

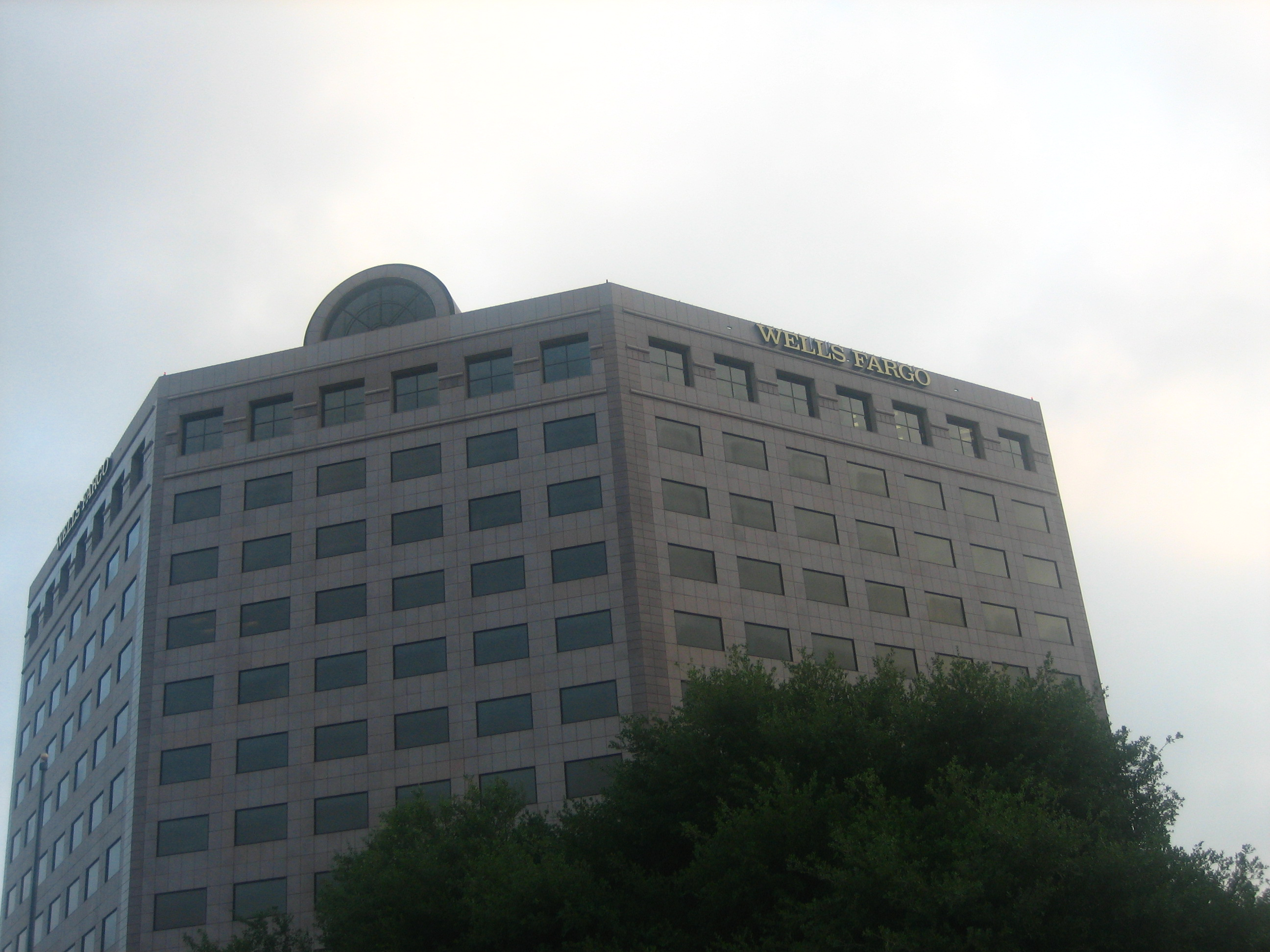
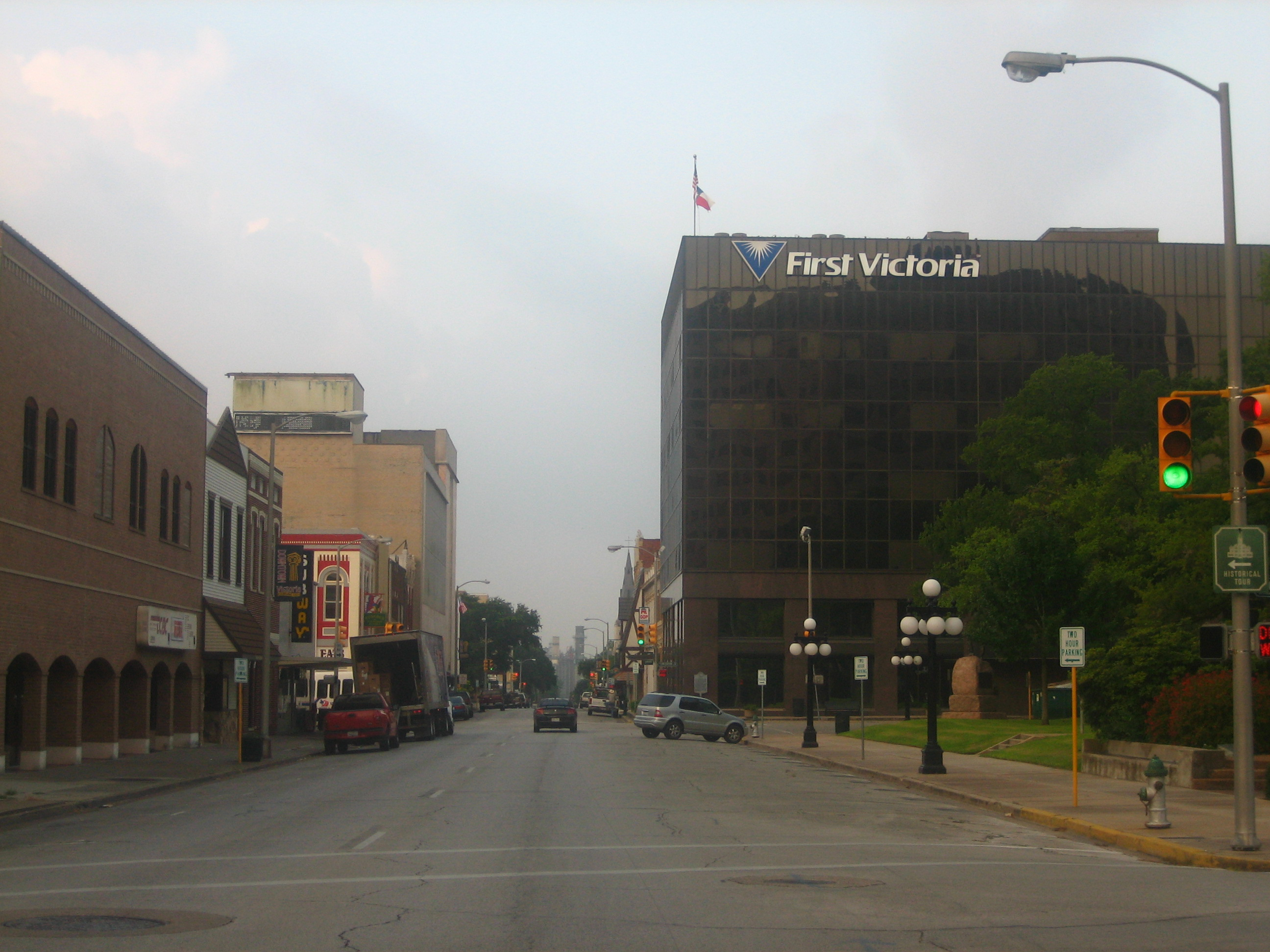
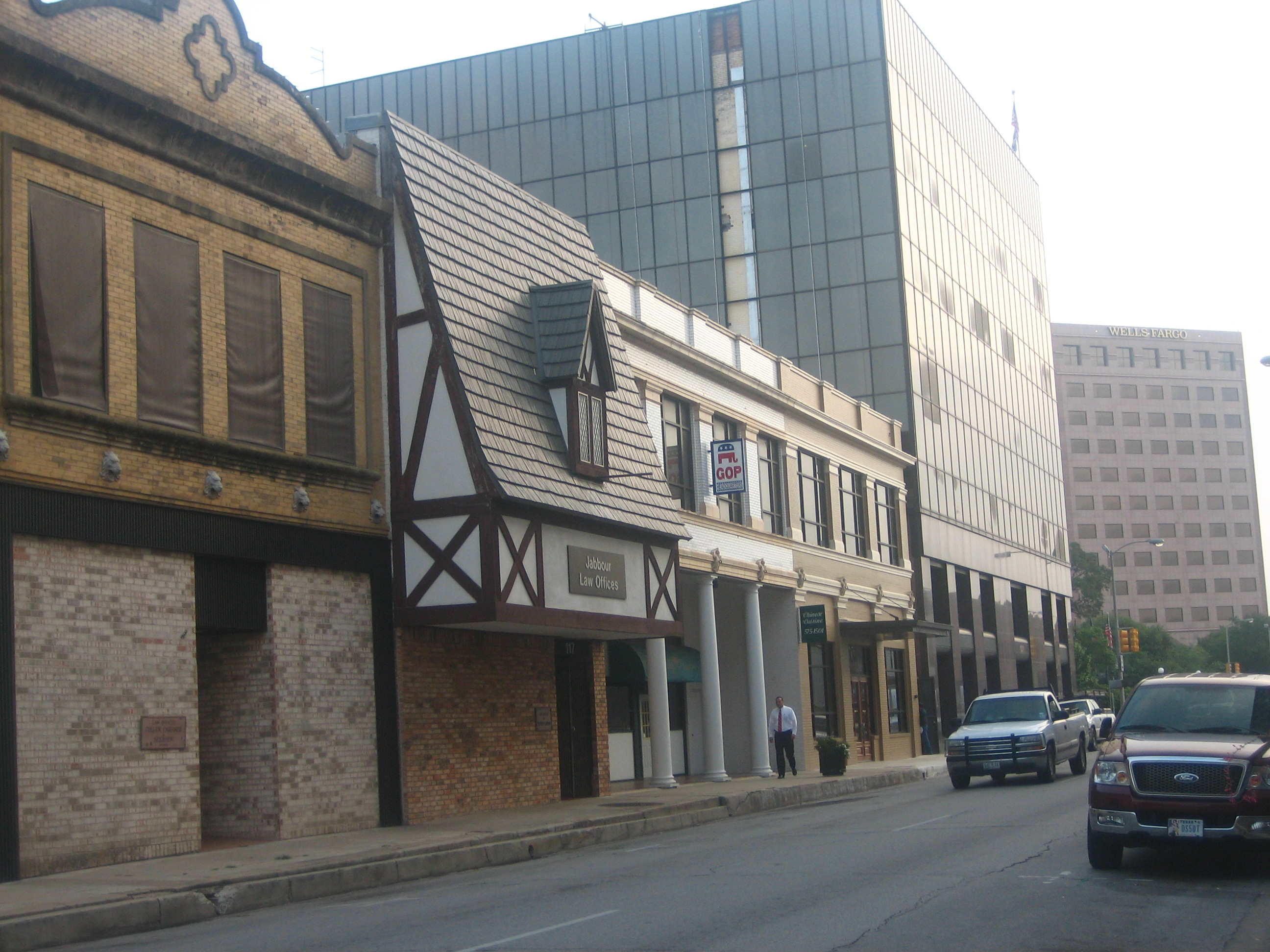
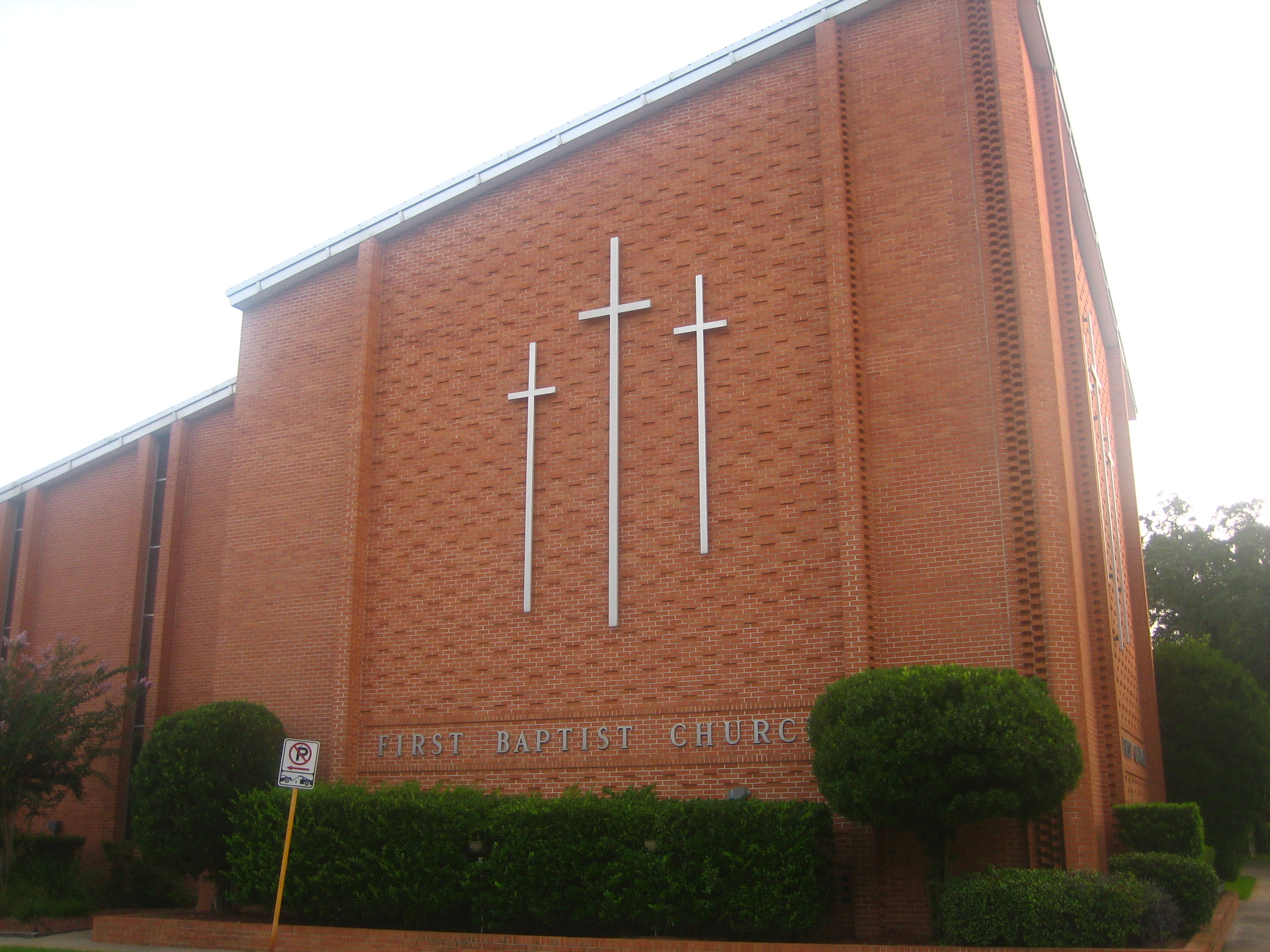
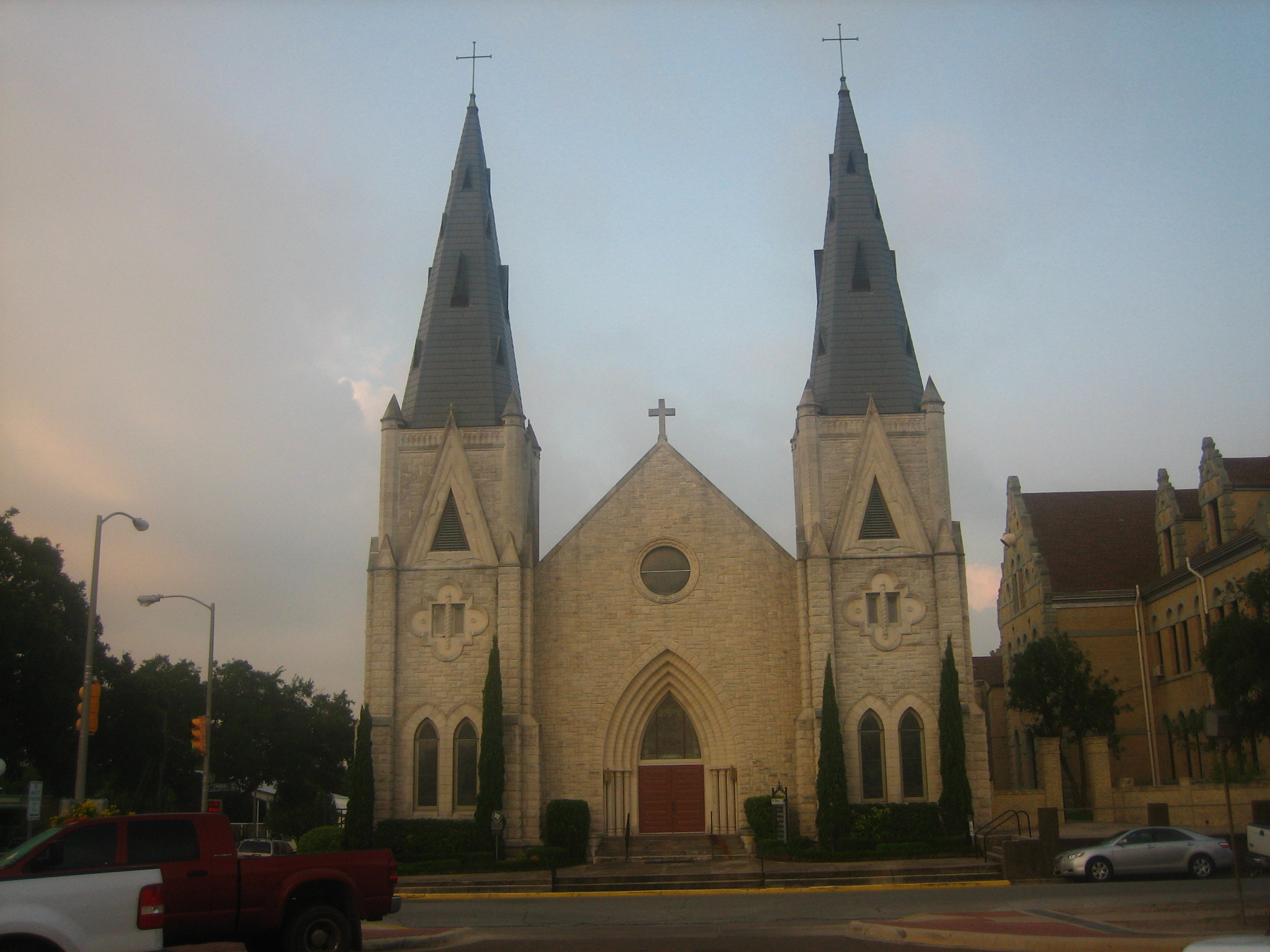
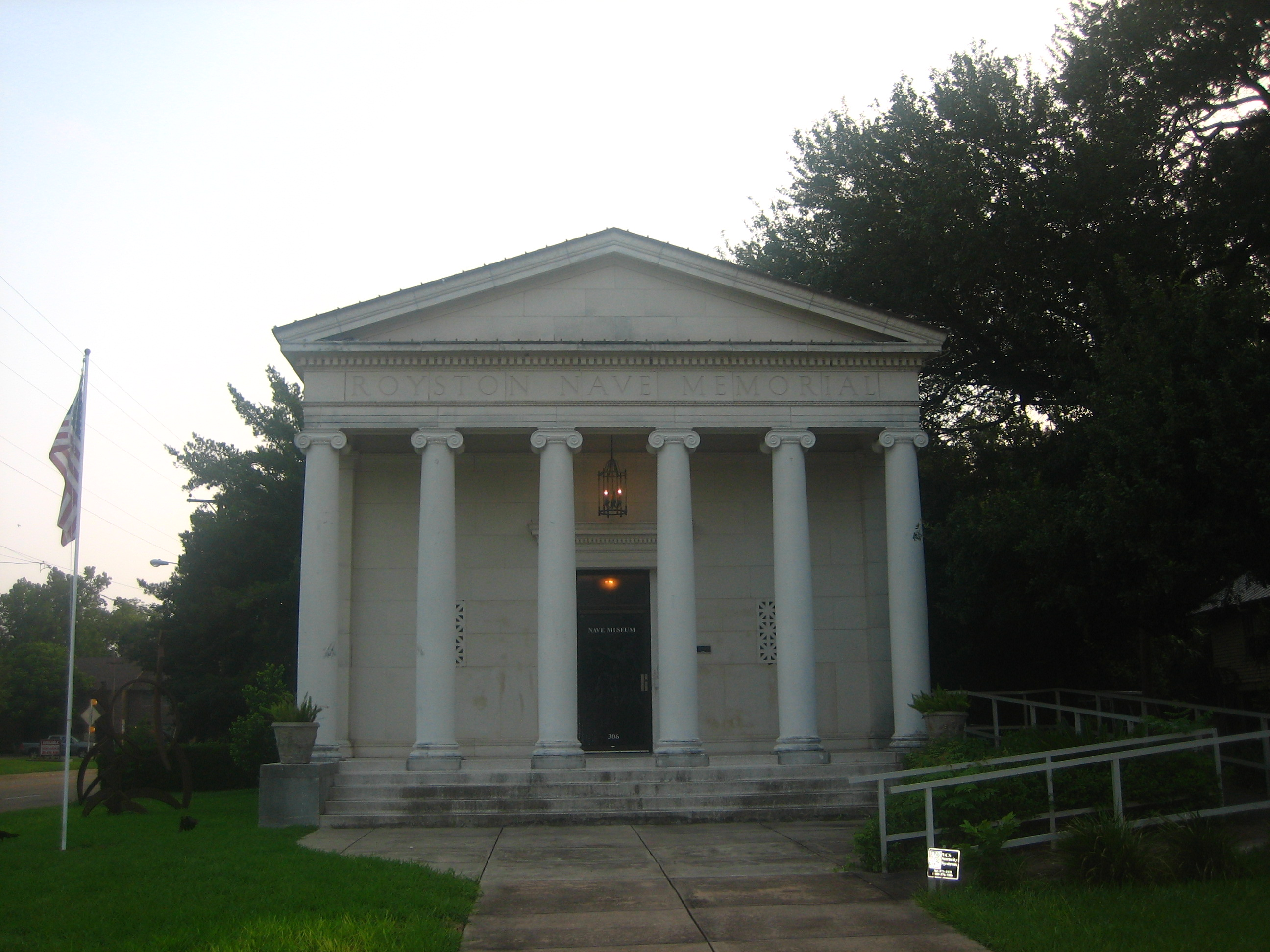
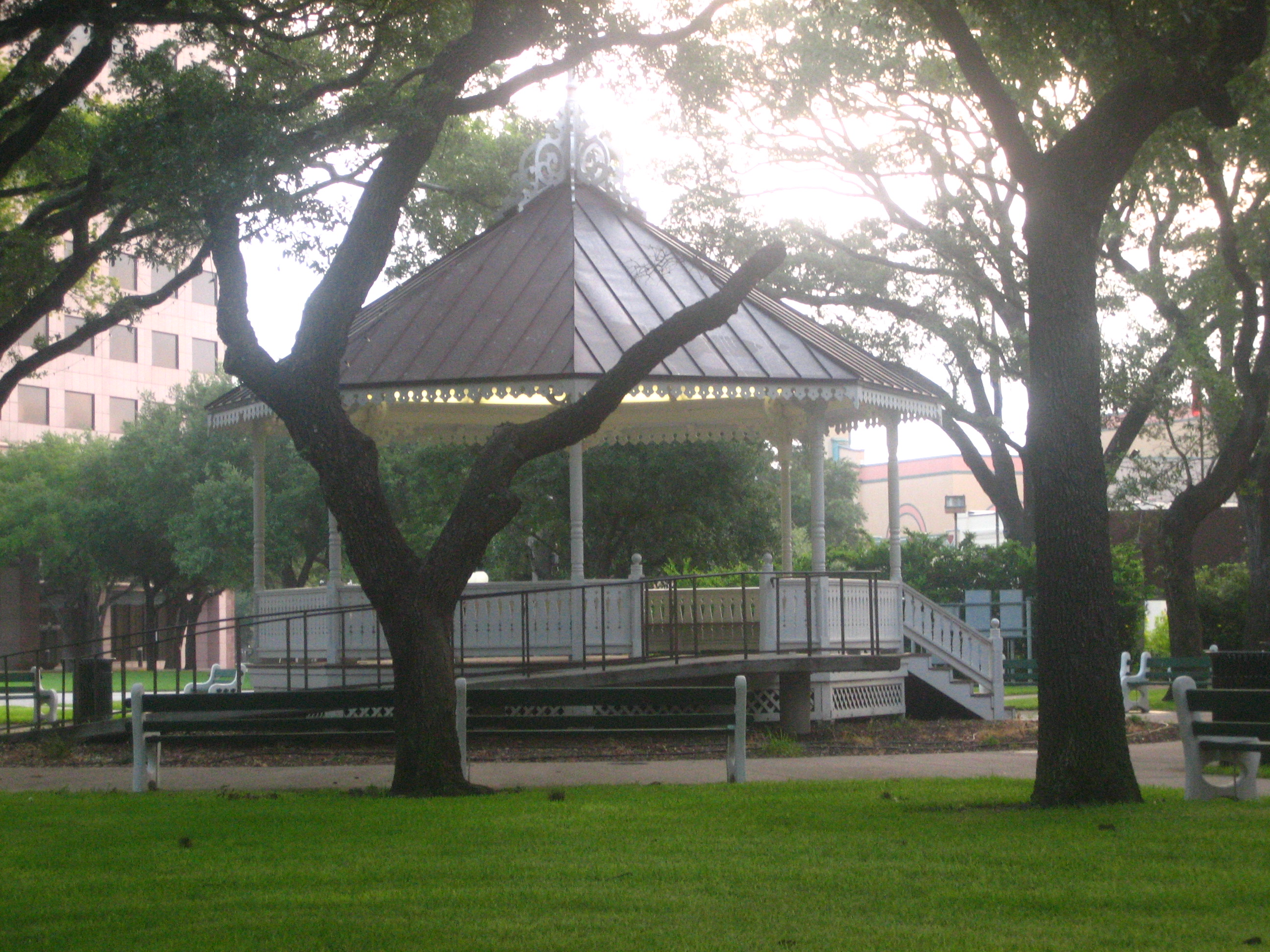
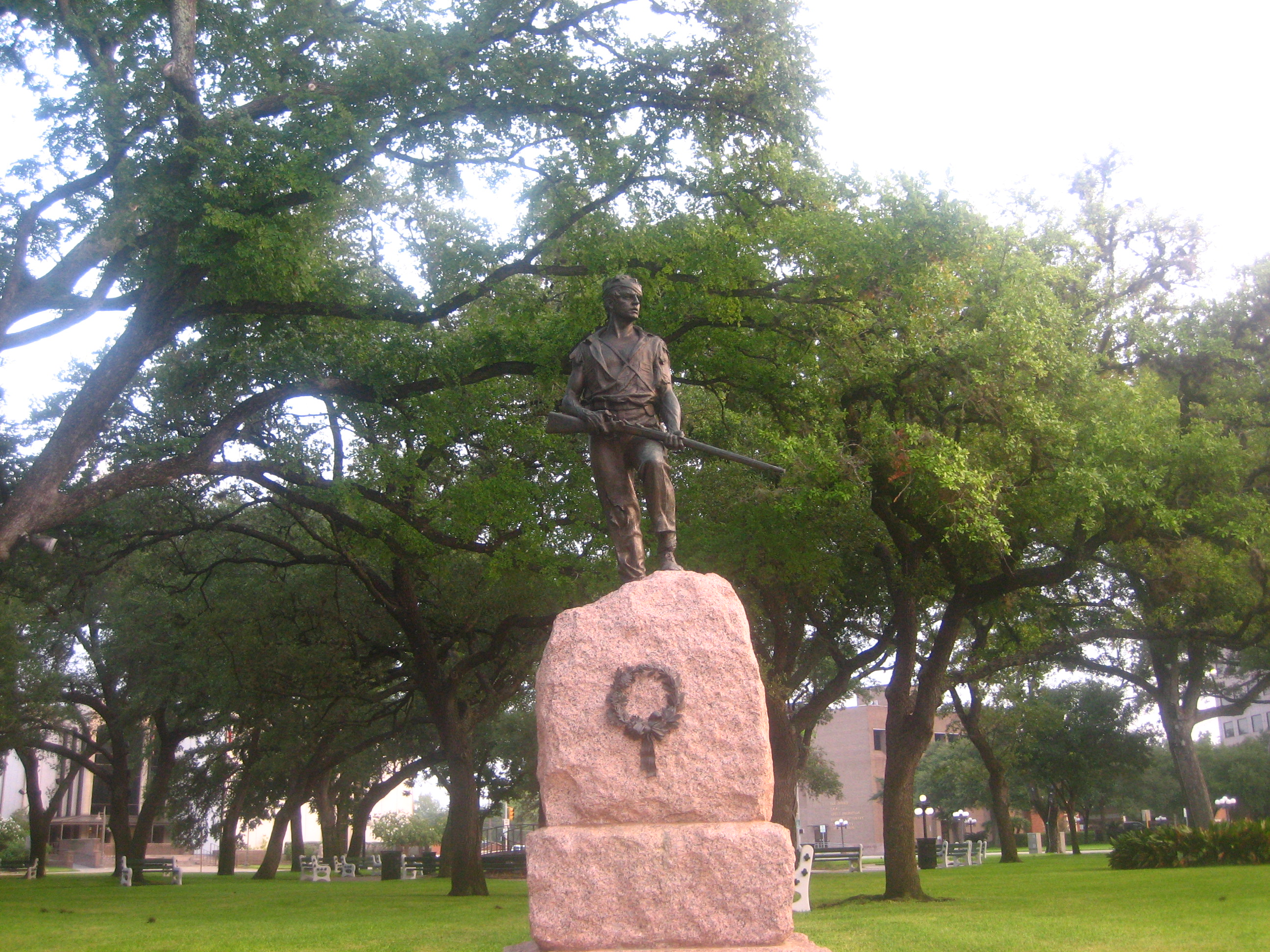
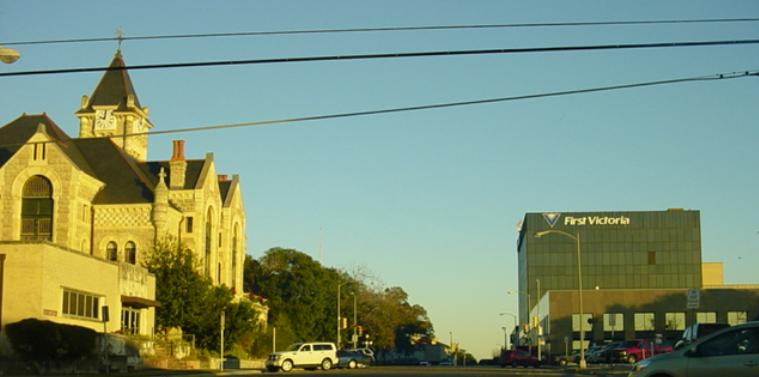